# Agrostis signata
Agrostis signata é uma espécie de gramínea do gênero Agrostis, pertencente à família Poaceae.